# Heinrich Engelhardt (Politiker)
Heinrich Engelhardt (* 22. Januar 1922 in Nesselröden, Kreis Duderstadt; † 30. November 2003) war ein deutscher Politiker (CDU).
Engelhardt absolvierte eine Lehre zum Maurer, nach deren Abschluss er die Staatsbauschule in Hildesheim besuchte. Im Zweiten Weltkrieg war er im Kriegsdienst in Russland und Italien. Er wurde zweimal verwundet. Im Jahr 1948 legte er sein Examen zum Bauingenieur ab. 1953 folgte die Baumeisterprüfung. Nach dem Anschluss seiner Prüfung gründete er ein Baugeschäft mit Architekturbüro in Duderstadt. Er war Mitglied des Kolpingwerkes.
Im Jahr 1952 gewann er die Wahl zum Bürgermeister von Nesselröden. Im gleichen Jahr wurde er Mitglied des Gemeinderates und später im Jahr 1956 Mitglied des Kreistages des Landkreises Duderstadt.
Engelhardt wurde zum Mitglied des Niedersächsischen Landtages während der vierten und fünften Wahlperiode vom 6. Mai 1959 bis 5. Juni 1967. In beiden Wahlperioden war er Mitglied des Ausschusses für Aufbau und Siedlungswesen.

## Quelle
- Barbara Simon: Abgeordnete in Niedersachsen 1946–1994. Biographisches Handbuch. Hrsg. vom Präsidenten des Niedersächsischen Landtages. Niedersächsischer Landtag, Hannover 1996, S. 87.

| Personendaten    | Personendaten                  |
| ---------------- | ------------------------------ |
| NAME             | Engelhardt, Heinrich           |
| KURZBESCHREIBUNG | deutscher Politiker (CDU), MdL |
| GEBURTSDATUM     | 22. Januar 1922                |
| GEBURTSORT       | Nesselröden                    |
| STERBEDATUM      | 30. November 2003              |